# خربة الكساير
خربة الكساير إحدى قرى فلسطين المُهجرة قبل حرب 1948.

## نبذة تاريخية وجغرافية
من القرى المحيطة بشفا عمرو وتقع إلى الغرب من قرية هوشة، تقع شرقي حيفا على بعد 13 كم منها وترتفع 100م عن سطح البحر، سكن فيها المغاربة، كان عددهم عام 1945 حوالي (290) نسمة، وفي عام 1948 لم يوجد فيها أحد، إذ شردت المنظمات الصهيونية المسلحة أهلها في 16-4-1948، وهدمت القرية. وتحتوي الخربة على أساسات وحجارة مبعثرة وصهاريج منقورة في الصخر، ومدافن ونحت في الصخور. أراضي الخربة اليوم جزء من مدينة شفا عمرو العربية.

## خربة الكساير قبل سنة 1948
كانت القرية تنتصب على إحدى التلال التي تفصل سهل حيفا عن مرج ابن عامر، وتشرف على جبل الكرمل من الغرب. وكانت طريق فرعية تربطها بالطريق العام الذي يؤدي إلى حيفا من الجهة الشمالية الغربية. وكان سكانها المسلمون ينسبون أصلهم إلى شمال أفريقيا.

## احتلالها وتهجير سكانها
كانت القرية إحدى قريتين شهدتا معارك ضارية في منتصف نيسان/أبريل عام 1948. وورد في ((تاريخ الهاغاناه)) أن جيش الإنقاذ العربي أمر أحد أفواجه بأن يأخذ مواقع له في قريتي خربة الكساير وهوشة المجاورة لها، في 12 نيسان/أبريل 1948، في ذروة المعركة التي دارت بشأن مشمار هعيمك في منطقة مرج ابن عامر الواقعة إلى الجنوب منها. وكانت خطة جيش الإنقاذ القبض على المستعمرات اليهودية المجاورة (ربما رمات يوحنان) كي يصبح في الإمكان إرسال التعزيزات إلى المنطقة، وبالتالي تخفيف الضغط عن وحدات الجيش الموجودة حول مشمار هعيمك. وقد هاجمت وحدة من لواء كرملي التابع للهاغاناه مواقع جيش الإنقاذ العربي في القريتين، في 14 نيسان/أبريل، لكنها أُجبرت على الانسحاب.
في 16 نيسان/أبريل، شُنّ هجوم آخر. وهذه المرة احتُلت القريتان بسهولة لأن الحراسة فيهما كانت ضعيفة. لكن في اليوم نفسه، حاولت قوة من جيش الإنقاذ العربي مؤلفة –بحسب ما ذكرت الهاغاناه- من جنود فلسطينيين وسوريين ينتمون إلى الطائفة الدرزية، أن تسترجع القريتين تسع مرات. وتميّزت المعارك المتتالية بضرواتها، وبشجاعة المقاتلين الدروز من جيش الإنقاذ العربي؛ وذلك بحسب شهادة الجنود اليهود. وورد في صحيفة ((نيويورك تايمز)) أن الكثيرين من العرب قُتلوا في المعارك، وضمنهم ((نفر من رجال القبائل الدروز)). وأُمرت وحدات لواء كرملي، عند الهجوم التاسع، بالانسحاب من هوشة والخندقة في خربة الكساير. لكن المقاتلين العرب ((انهاروا)) بعد وصول رشاش ثقيل للهاغاناه، و((لم يحاولوا حتى العودة إلى خربة الكساير))، بحسب تعبير ((تاريخ الهاغاناه)).
ليس من الواضح متى رجع الصهيونيون إلى القرية، مع أن سكانها غادروها على الأرجح منذ ذلك الوقت، جرّاء المعارك الضارية. وربما يكون الهجوم على القريتين سهّل تطويق حيفا واحتلالها في الأسبوع التالي.

## القرية اليوم
تتبعثر بقايا المنازل المهدمة وحيطان الاسمنت المنهارة، المغطاة بالتراب، حول موقع القرية. وثمة الركن الغربي من الموقع بئر، وبقايا منزل ما زالت عوارضه مرثية. وهناك بئر أُخرى في الركن الشرقي من الموقع أيضاً. وينمو نبات الصبّار وأشجار النخيل والتوت والزيتون والتين في أنحاء المنطقة كافة. والمنطقة مسيجة بأكملها، وتستعمل مرعى للبقر.

## وصلات خارجية
- موقع فلسطين في الذاكرة نسخة محفوظة 27 مارس 2019 على موقع واي باك مشين.